# 村井順 (国文学者)
村井 順（むらい じゅん、1904年3月28日 - 1985年3月5日）は、日本の国文学者。愛知淑徳短期大学教授を務めた。岐阜県出身。

## 人物
岐阜県高富町生まれ。1929年、早稲田大学文学部国文科を卒業。1960年に『源氏物語論』で早稲田大学から文学博士を授与される。高等学校教諭を経て、1964年に愛知淑徳短期大学教授に着任。1974年に定年退職し、以後は非常勤講師として勤めた。愛知淑徳短期大学国文学科の創設期の指導者と評された。
「国文学教育は既存の文学を教えるだけでは片手落ちではないか？」との信念から、愛知淑徳短期大学国文学科の女子学生らに小説を書かせ、『女子大生小説集』（中部日本教育文化会、1973年）として刊行。しかし1000冊発行した小説集は数十冊しか売れず、しばらく学生作品集は発行されなかったものの、粘り強い努力によって5年後には『女子大生短編小説集』(泰文堂、1978年)を刊行した。

## 著書
- 『源氏物語評論』明治書院 1942
- 『源氏物語論』中部日本教育文化会 1962‐65
- 『常縁本徒然草 解釈と研究』桜楓社 1967
- 『建礼門院右京大夫集評解』有精堂出版 1971
- 『枕草子その自然』笠間選書 1975
- 『かげろふ日記全評解』有精堂出版 1977‐78
- 『清少納言』笠間選書 1977
- 『今の昔の話』名古屋泰文堂 1983

### 共著編
- 『枕草子』岡一男共著 学灯社 1951.学灯文庫
- 『つれづれ草 常縁本』校 古典文庫 1963
- 『女子大生小説集』中部日本教育文化会 1973
- 『女子大生短篇小説集』編著 泰文堂 1978